# 삼익악기
삼익악기(三益樂器)는 피아노, 기타류, 현악기류, 저학년 학습용 악기류, 드럼을 제조, 판매하고 있으며, 2000년대부터는 컴퓨터 기반 레코딩 오디오 인터페이스 관련 하드웨어와 소프트웨어를 수입, 판매하는 대한민국의 기업이다. 본사는 충청북도 음성군 소이면 소이로 313에 있으며 대표제품으로는 피아노, 기타, 현악기, 관악기 등이 있다. 2000년경 부도로 사라진 삼익건설과는 한자, 영문명만 같을 뿐 관련이 없다.

## 연혁
- 1958년 삼익악기 전신인‘삼익피아노사’로 설립되었다.
- 1960년 호루겔피아노 생산개시
- 1965년 삼익 기타 생산개시
- 1970년 그랜드 피아노를 생산하기 시작했다.
- 1973년 삼익피아노사를 삼익악기제조주식회사로 법인설립
- 1978년 미국 LA에 지사를 만들었다.
- 1980년 호루겔피아노를 독일형 삼익피아노 생산개시
- 1985년 삼익악기가 5천만불 수출 탑 수상
- 1988년 중국 하얼빈 삼익악기제조 유한공사 합작회사 설립 체결
- 1989년 12월 삼익악기제조주식회사를 주식회사 삼익악기로 회사명 변경
- 1990년에는 일본에 지사를 만들었다.
- 1990년 11월 로저스 전자오르간 판매개시
- 1996년 법정관리가 시작되다.
- 2002년 법정관리를 종료되었다.
- 2002년 독일의 벡슈타인 인수 인계
- 2008년 독일의 자일러를 인수 인계하였다. 한 때 영창악기를 인수 인계하였으나, 공정거래위원회가 독과점을 우려해 합병을 불허했다.
- 2011년 본사를 인천 부평구 청천동에서 충북 음성군으로 이전했다.[1]

## 같이 보기
- 피아노
- 스페코
- 삼익스포츠
- 한국지역난방공사 - 대주주 삼익악기 계열사에 수완에너지